# Pescara (Ferrara)
Pescara è una frazione di Ferrara di 187 abitanti, parte della Circoscrizione 3.
Il toponimo deriva dal latino piscaria, ovvero "pescaia".
Si sviluppa tra Francolino e Sabbioni, in zona pianeggiante nelle vicinanze del Po, da cui è diviso dall'argine destro, di cui si hanno notizie già dal XV secolo. Inoltre, la località viene citata negli Statuti Ferraresi del 1287.
Pescara rappresenta una tappa del percorso cicloturistico Destra Po.

## Monumenti e luoghi d'interesse

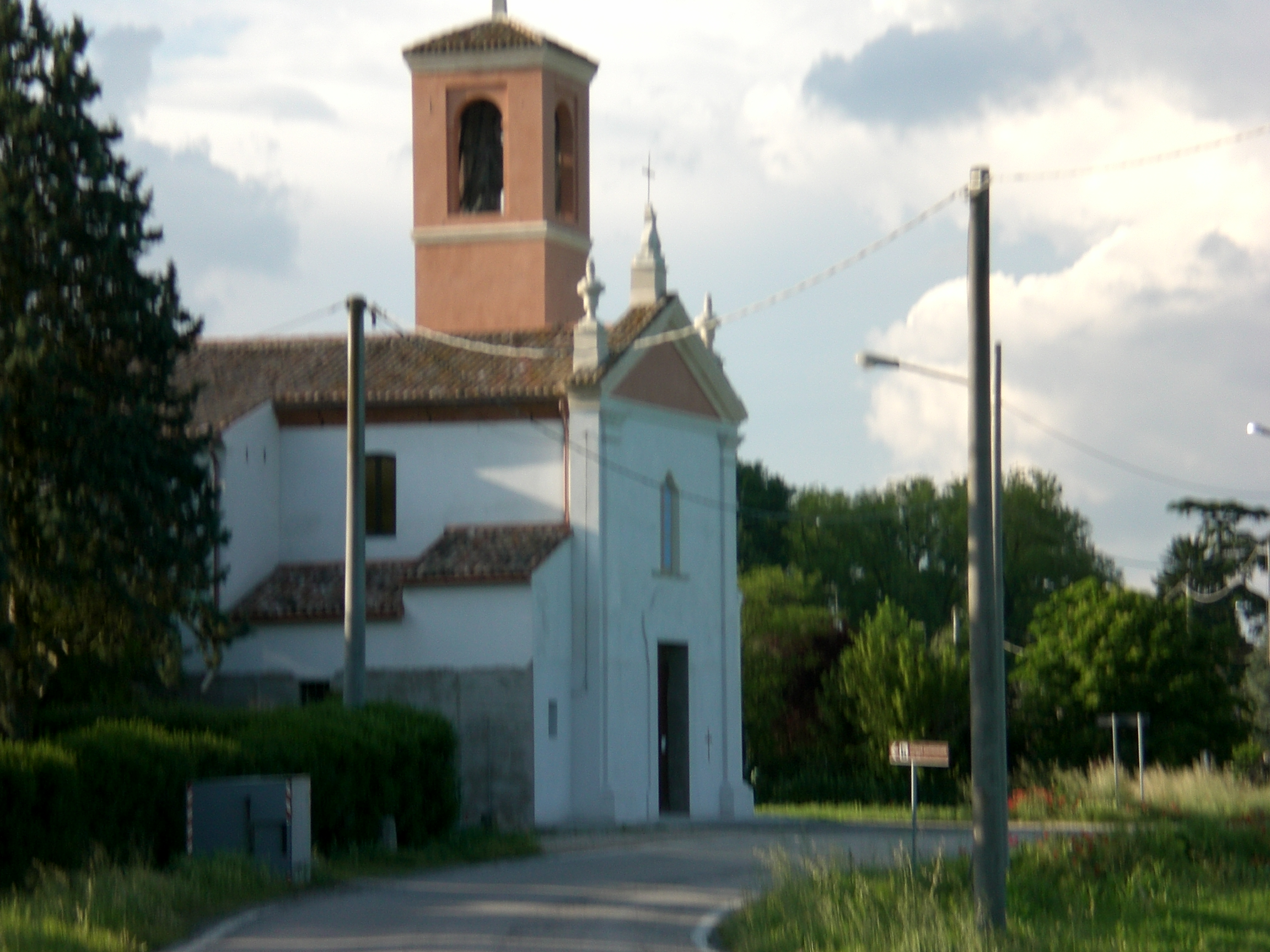
Chiesa Parrocchiale

### Architetture religiose
- Chiesa parrocchiale di San Michele Arcangelo

### Architetture civili
- Villa Canè del XVI secolo